# Waldkirchen (Lengenfeld)

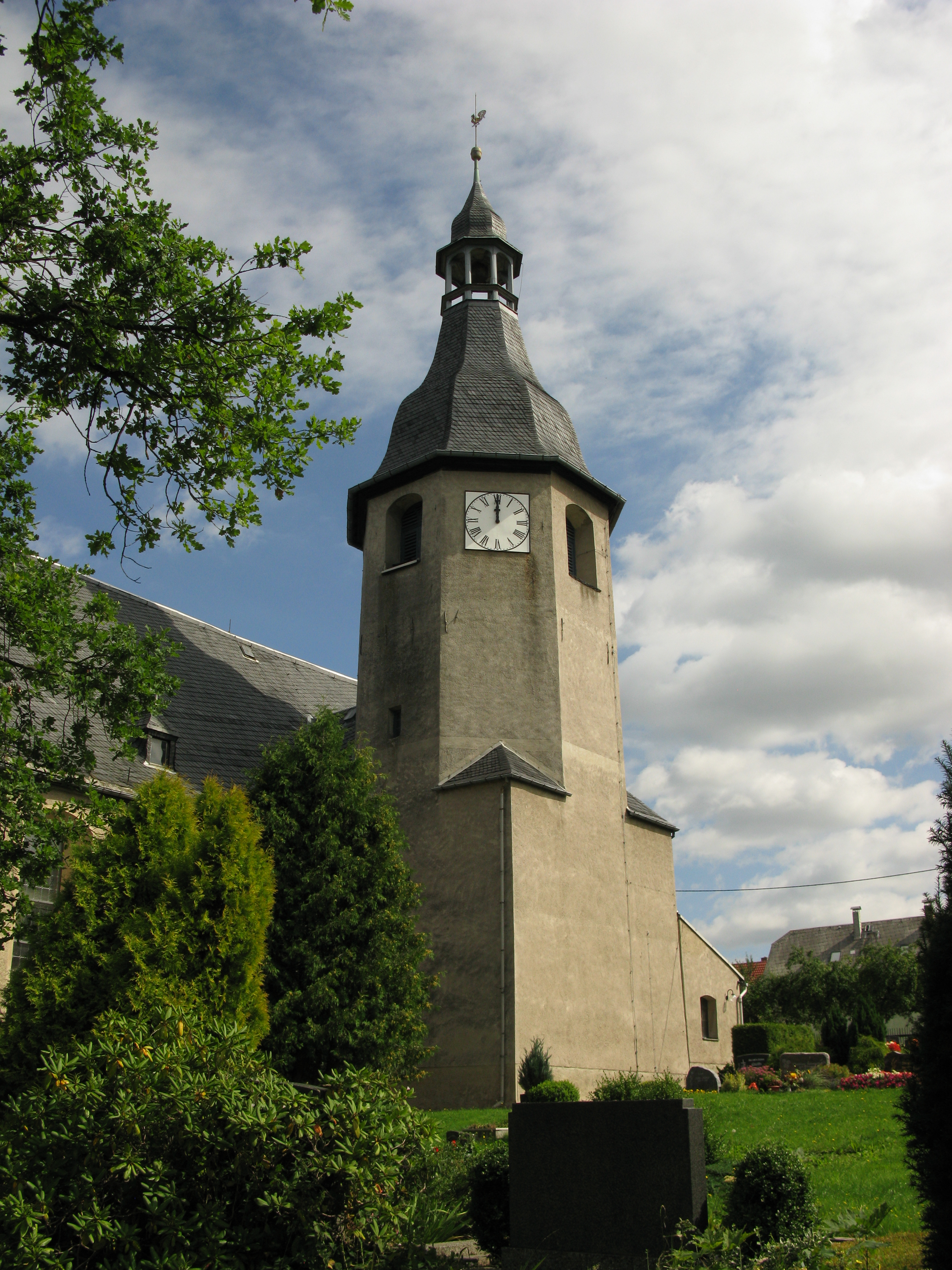
Die Kirche in Waldkirchen

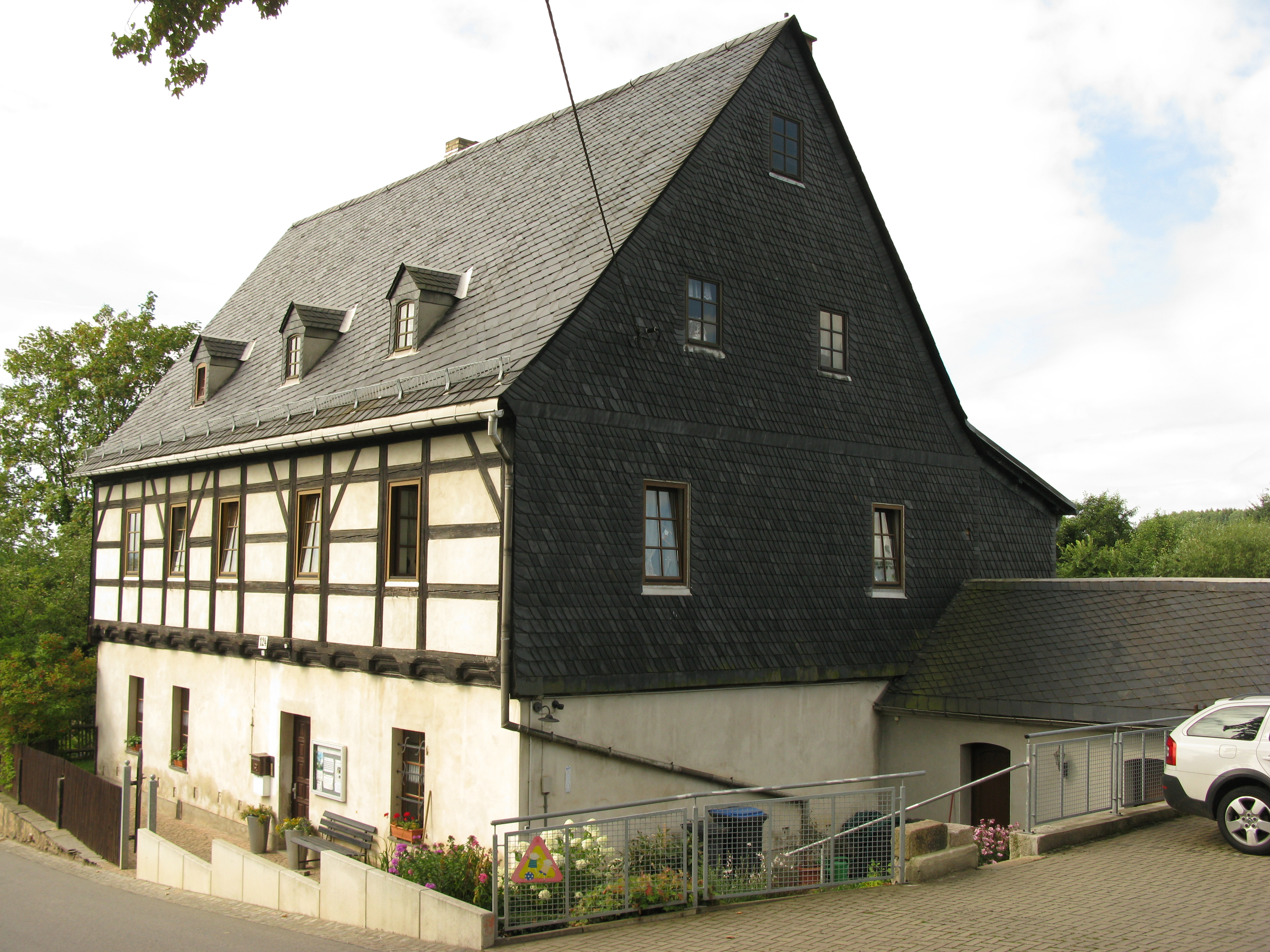
Das Pfarrhaus in Waldkirchen

Waldkirchen ist ein Ortsteil der sächsischen Stadt Lengenfeld im Vogtlandkreis. Die früher selbstständige Landgemeinde wurde am 1. Januar 1999 nach Lengenfeld eingemeindet.

## Geografische Lage
Waldkirchen liegt nördlich der Stadt Lengenfeld im Osten des Naturraumes Vogtland sowie im sächsischen Teil des historischen Vogtlands. Durch den Ort fließt der Waldkirchener Bach, der auf der Marienhöhe im 496 m NHN entspringt und bei 366 m NHN in die Göltzsch mündet. Die Länge der Ortslage beträgt ca. 2,5 km. Die Fläche Waldkirchens beträgt etwa 1.113 ha.
Der Ort grenzt neben der Stadt Lengenfeld an fünf weitere Ortsteile der Stadt Lengenfeld und an zwei Ortsteile der Gemeinde Heinsdorfergrund.
| Unterheinsdorf | Oberheinsdorf                               | Irfersgrün   |
| Schönbrunn     | Kompassrose, die auf Nachbargemeinden zeigt | Pechtelsgrün |
| Lengenfeld     | Grün                                        | Plohn        |

## Ortsname
Der Name für Waldkirchen ist selbsterklärend: eine Kirche im Wald. Noch heute befindet sich diese auf einem kleinen Bergsporn im Ort. Ortsnamensformen sind Waltkirkin (1140), Waltkirchen (1323 und 1460), Waltkirchn (1472), Wald Kirchen (1578) und Waldkirchen b. Lengenfeld (1875).

## Geschichte
Waldkirchen entstand als typisches Waldhufendorf in der Zeit zwischen 1150 und 1230. Die urkundliche Ersterwähnung des Dorfes stammt aus dem Jahre 1315. Im Mai 1525 beteiligten sich aufständische Bauern in der Nähe von Waldkirchen an den Aufständen, die als Bauernkrieg bezeichnet werden. Nach der Schlacht bei Frankenhausen kamen auch diese bäuerlichen Aufstände von Waldkirchen zum Erliegen und den Bauern wurde ein Strafgeld von bis zu 50 Gulden verhängt. 1693 ist im Ort erstmals der Anbau von Kartoffeln nachweisbar.
Die Grundherrschaft über Waldkirchen lag ab dem 16. Jahrhundert anteilig bei den Rittergütern Netzschkau und Mylau. Waldkirchen kam im 16. Jahrhundert mit der Herrschaft Mylau an das kursächsische bzw. spätere königlich-sächsische Amt Plauen, dem der Ort bis 1856 unterstand. 1856 wurde Waldkirchen dem Gerichtsamt Lengenfeld und 1875 der Amtshauptmannschaft Auerbach angegliedert. Durch die zweite Kreisreform in der DDR kam die Gemeinde Waldkirchen im Jahr 1952 zum Kreis Reichenbach im Bezirk Chemnitz (1953 in Bezirk Karl-Marx-Stadt umbenannt), der ab 1990 als sächsischer Landkreis Reichenbach fortgeführt wurde und 1996 im Vogtlandkreis aufging.

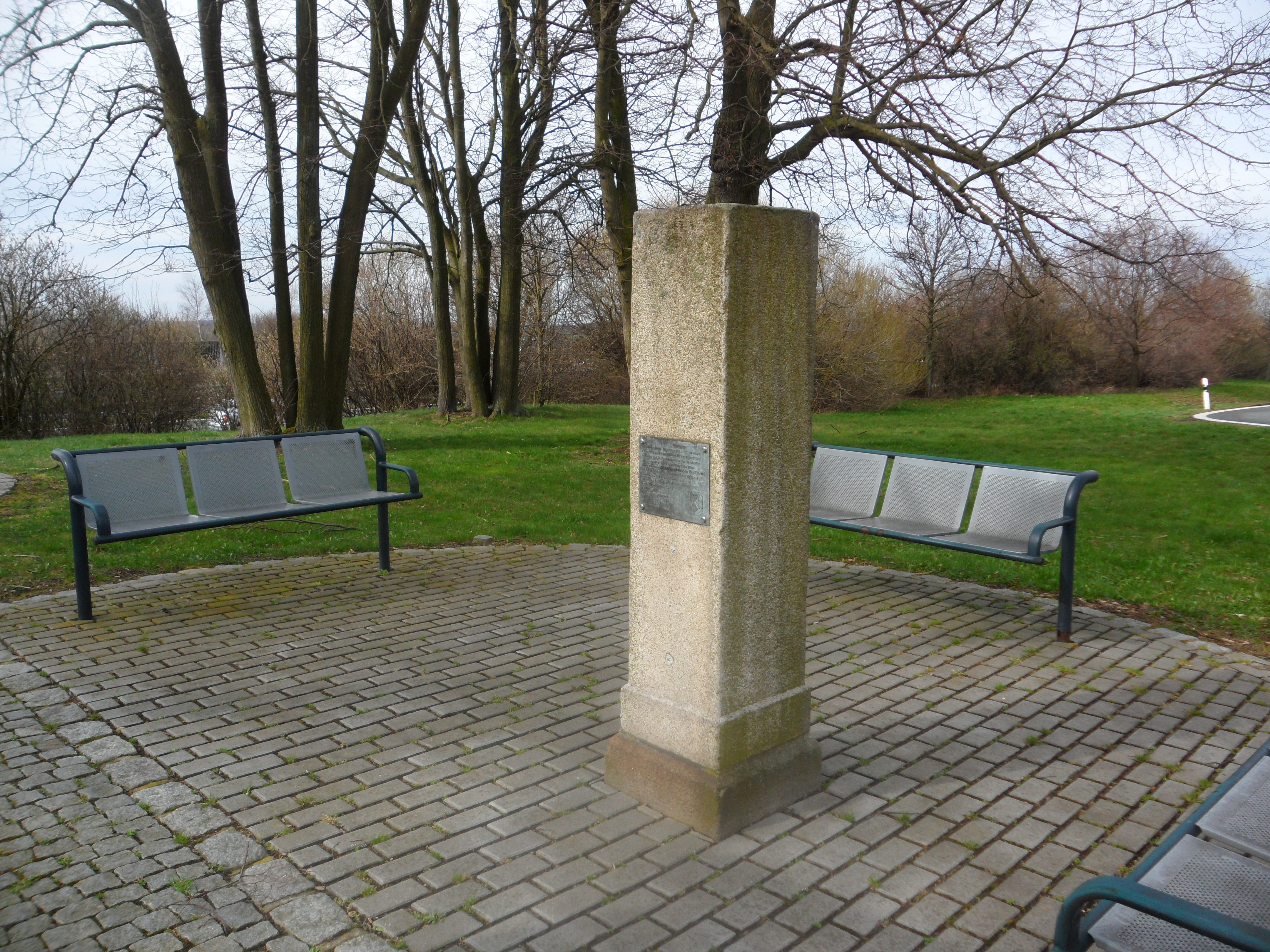
Triangulationssäulen auf der Marienhöhe

Am 1. Januar 1999 wurden Waldkirchen und Schönbrunn in die benachbarte Stadt Lengenfeld (Vogtland) eingemeindet.
Pfingsten 2015 feierte das Dorf sein 750. Jubiläum mit einem großen 3-tägigem Fest. Diese Fest bildete auch den Startpunkt für die seither alljährlich stattfindenden Waldkirchener Highlandgames. Dabei messen sich regionale Teams in den klassischen schottischen Sportarten.
Am 25. Oktober 2017 gewann Waldkirchen den 10. Wettbewerb „Unser Dorf hat Zukunft“ des Vogtlandkreis und erhielt ein eigenes Maskottchen. „Edwin“ soll an den Ehrenbürger und Verfasser der Ortschronik Edwin Schubert erinnern und zugleich eine Brücke in die Zukunft darstellen.

### Einwohnerstatistik
1557 lebten in Waldkirchen 48 besessene Mann, 4 Häusler und 30 Inwohner. 1764 waren es 71 besessene Mann, 9 Gärtner und 28 Häusler.
| Jahr          | 1834 | 1871 | 1890 | 1910 | 1925  | 1939 | 1946  | 1950  | 1964  | 1989 | 1990 | 2008 | 2011 | 2019 |
| ------------- | ---- | ---- | ---- | ---- | ----- | ---- | ----- | ----- | ----- | ---- | ---- | ---- | ---- | ---- |
| Einwohnerzahl | 678  | 919  | 937  | 997  | 1.009 | 992  | 1.112 | 1.067 | 1.007 | 852  | 836  | 784  | 800  | 780  |

1910 war Waldkirchen unter den 69 Kommunen der Amtshauptmannschaft Auerbach auf Platz 30 der Einwohnerstatistik. 1925 waren 996 Einwohner Lutheraner, 4 Katholiken, 1 evangelisch-reformierter und 8 andersgläubig.

## Öffentlicher Nahverkehr
Waldkirchen wird im ÖPNV von der zweistündlichen TaktBus-Linie 89 des Verkehrsverbunds Vogtland bedient. Diese verbindet den Ort mit Lengenfeld, Reichenbach und Mylau. Außerdem bietet sie in Lengenfeld Anschluss an die Vogtlandbahn nach Zwickau, den PlusBus nach Falkenstein und den TaktBus nach Plauen.

## Sehenswürdigkeiten
- Dorfkirche mit Teilen einer Trampeli-Orgel aus dem Jahre 1777[8]
- Als Pfaarkopf bezeichnetes, stark verwittertes Stein- bzw. Sühnekreuz vor dem Bürgerhaus
- Pfarrhaus von 1704 im Fachwerkbau mit doppelten Schiffchenkehlen im Gebälk
- Vermessungspunkt auf der Marienhöhe aus der Zeit der Königlich-Sächsische Triangulierung (1862 bis 1890)
- Freigut mit Infotafel.